# Estados Unidos continentais

Este mapa mostra o território continental dos Estados Unidos em azul. O Alasca é mostrado em azul, mas separado dos outros Estados Unidos continentais. O Havaí não é mostrado neste mapa

Os Estados Unidos continentais são a área dos Estados Unidos da América localizada no continente da América do Norte. Inclui 49 dos 50 estados (48 dos quais estão localizados ao sul do Canadá e ao norte do México, conhecidos como os "48 estados inferiores", sendo o outro o Alasca ) e o Distrito de Columbia, que contém a capital federal, Washington, DC O único estado que não faz parte disso é o Havaí (pois são ilhas no Oceano Pacífico e não fazem parte da América do Norte).
"Em 14 de maio de 1959, o Conselho de Nomes Geográficos dos EUA emitiu as seguintes definições com base parcialmente na referência do Alaska Omnibus Bill, que definia os Estados Unidos continentais como "os 49 estados do continente norte-americano e o distrito de Columbia. . ." O Conselho reafirmou essas definições em 13 de maio de 1999."
Algumas fontes confundem incorretamente os Estados Unidos continentais com os Estados Unidos contíguos (que consiste simplesmente nos 48 estados inferiores e no Distrito de Columbia). Os Estados Unidos contíguos (também conhecidos como continente dos Estados Unidos) não incluem o Alasca, o Havaí ou quaisquer outros territórios sob o controle dos Estados Unidos.
O Alasca é único entre os estados dos EUA, pois faz parte do continente norte-americano, o que significa que está ligado ao Canadá e, portanto, faz parte dos "Estados Unidos continentais". No entanto, o Alasca não faz parte dos "Estados Unidos contíguos", porque não está diretamente ligado aos 48 estados inferiores.